# Selwerderhof
Selwerderhof is een begraafplaats in het uiterste noorden van de stad Groningen, ten noorden van de wijk Selwerd.
Van oudsher werd de benaming Selwerderhof gebruikt voor het hof van de prefect van Groningen, dat in de binnenstad lag, tussen het Martinikerkhof, de Grote Markt, de Oude Ebbingestraat en de Jacobijnerstraat. Dit complex vormde onderdeel van de bezittingen van de bisschop van Utrecht.
De begraafplaats is aangelegd tussen 1940 en 1949, naar een ontwerp van L.W. Copijn en Jan Vroom jr. Vanwege onder andere de Tweede Wereldoorlog stond de aanleg jarenlang stil, onder meer vanwege schaarste aan voor ophoging van het terrein noodzakelijk zand. Om toch in noodgevallen (bijvoorbeeld bij te verwachten grote aantallen slachtoffers van oorlogsgeweld) te kunnen blijven begraven, werd tijdens de Tweede Wereldoorlog een tweetal kleine noodbegraafplaatsen aangelegd en in gebruik genomen, aan de overzijde van wat nu de Iepenlaan (en destijds de oude Winsumerstraatweg) heet, die de naam Klein Selwerderhof I en II dragen. Aan deze kant van de weg ligt ook de in 1909 geopende Joodse begraafplaats. Selwerderhof is veruit de grootste begraafplaats in de stad. 
Op het terrein van de begraafplaats bevinden zich onder andere een kinderbegraafplaats, een islamitische begraafplaats, een Indië-monument (sinds 2002), een (niet-commercieel) theehuis, een aula, een receptiegebouw en een vijver. De begraafplaats heeft een zeer gevarieerde flora en fauna, waaronder reeën en veel verschillende soorten vogels. De Selwerderhof wordt nog steeds geleidelijk uitgebreid, al naargelang er meer behoefte tot begraven bestaat. Vanaf eind 2019 worden stapsgewijs oude graven geruimd, om ook in de toekomst voldoende ruimte op de begraafplaats te houden. 
De Selwerderhof is aangewezen als gemeentelijk monument.

## Afbeeldingen

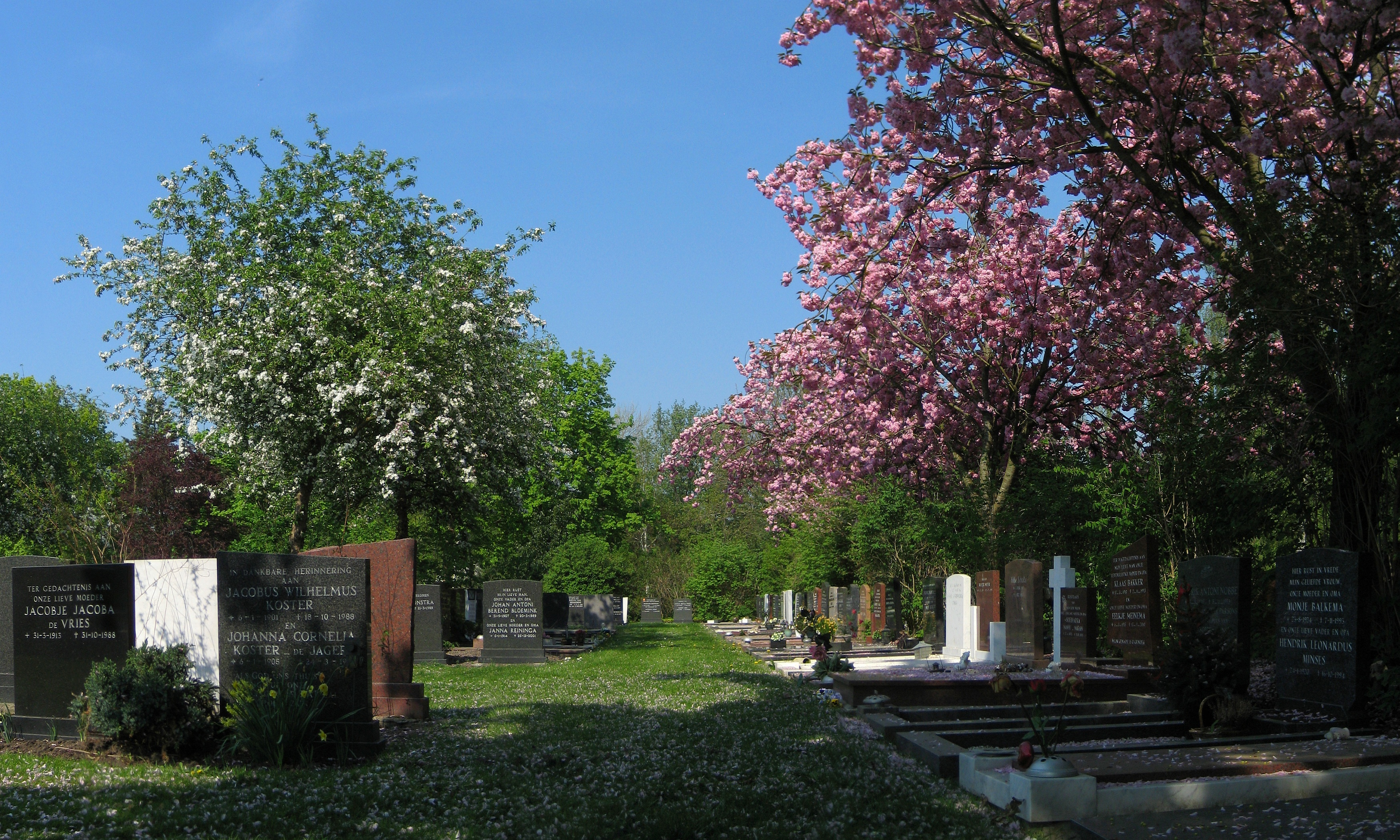
De Selwerderhof, voorjaar 2011
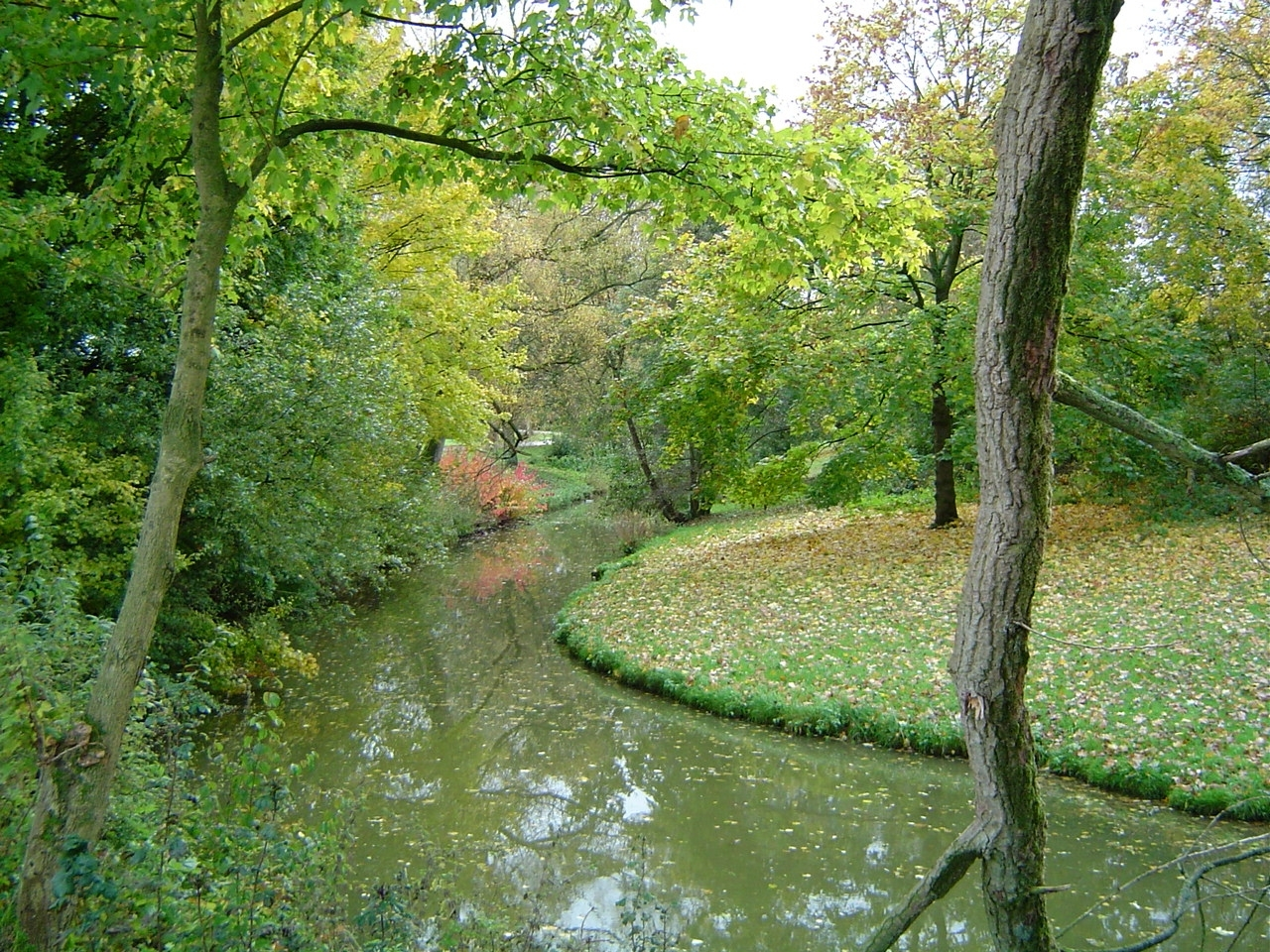
Gracht rond de Selwerderhof
De ingang van de grote aula (2013)

Esserveld · Joodse begraafplaatsen · Noorderbegraafplaats · R.K. Kerkhof · Selwerderhof · Zuiderbegraafplaats